# ترحلوای هویج
ترحلوای هویج یکی از غذاهای سنتی استان همدان است که معمولاً در ماه رمضان بر سر سفره افطار دیده می‌شود. حلوازرده سوغات شهر همدان به شمار می‌آید. این حلوا از هویج، شکر، زعفران، گلاب، روغن، آرد برنج، هل و دارچین تهیه می‌شود.